# Prosopocera cantaloubei
Prosopocera cantaloubei es una especie de escarabajo longicornio del género Prosopocera, categorizada en la tribu Prosopocerini, de la subfamilia Lamiinae. Fue descrita por Breuning en 1964.

## Descripción
Mide 26 mm de longitud.

## Distribución
Se distribuye por Camerún.